# Academia del FBI
La Academia del FBI es el centro de investigación y capacitación policial del Buró Federal de Investigaciones de Estados Unidos, cerca de la ciudad de Quantico en el condado de Prince William, Virginia. La academia ocupa 221 hectáreas en la Base del Cuerpo de Marines de EE. UU. en Quantico .  Se encuentra a 36 millas de Washington D. C., y es un centro de formación nacional con servicio completo. Además de capacitar a nuevos agentes del FBI en las instalaciones, la División de Capacitación también instruye a agentes especiales, analistas de inteligencia, agentes de la ley, agentes de la Administración de Control de Drogas y socios extranjeros. 
Para poder asistir a la academia y convertirse en agente del FBI, el candidato debe tener entre 23 y 36 años, ser ciudadano de los Estados Unidos y poseer como mínimo una licenciatura. 

## Historia
Operada por la División de Capacitación del FBI, la academia se inauguró por primera vez el 7 de mayo de 1972,  en 156 hectáreas de bosque.  En 1933, a los agentes del FBI se les concedió el poder de poseer un arma de fuego y de realizar arrestos, por lo que se abrió la academia para entrenar con el fin de entrenarlos. El Cuerpo de Marines les concedió acceso a sus campos de tiro en Quantico, Virginia. Después de que los campos de tiro del Cuerpo de Marines se quedaran pequeños, el FBI obtuvo permiso para construir su propio campo de tiro y aula en la base. Con el tiempo se agregaron secciones adicionales, incluida una nueva ala, cocina y sótano.[cita requerida]
A medida que el FBI creció, necesitó unas instalaciones más grandes. En 1965, el FBI recibió la aprobación para un nuevo complejo en Quantico y la construcción comenzó en 1969.  Las nuevas instalaciones se inauguraron en 1972, con más de dos docenas de aulas, ocho salas de conferencias, un gran auditorio, un gimnasio, una piscina, una biblioteca y un nuevo campo de tiro.

## Instalaciones de entrenamiento
Unidades de élite como el Equipo de Rescate de Rehenes (HRT, por sus siglas en inglés), los Equipos de Respuesta a Evidencias (ERT), las Armas y Tácticas Especiales (SWAT) y alrededor de 1.000 líderes policiales de todo el mundo asisten a la Academia del FBI y utilizan sus instalaciones de entrenamiento para mejorar sus habilidades tácticas.[cita requerida]
La academia ofrece varios programas de capacitación, incluidos armas de fuego, Hogan's Alley (un complejo de entrenamiento que simula un pequeño pueblo),  Centro de operaciones de vehículos tácticos y de emergencia (TEVOC, por sus siglas en inglés), habilidades de supervivencia y desarrollo ejecutivo de aplicación de la ley.  Para satisfacer las necesidades de estos programas de entrenamiento, la instalación cuenta con una pista ovalada de 1,1 millas de largo con un obstáculo de precisión para la realización de TEVOC. Hogan's Alley es una ciudad simulada construida con la ayuda de escenógrafos de Hollywood para dar entrenamiento realista a los agentes. Ayuda a los agentes a experimentar escenarios estresantes y fieles a la realidad para prepararlos mejor para situaciones de la vida real. 
Las instalaciones de la academia incluyen un centro de entrenamiento acuático recientemente renovado de 20 pies cuadrados (185,8 dm²).[cita requerida] Las clases acuáticas se utilizan para mejorar la resistencia cardiorrespiratoria, la fuerza muscular, la flexibilidad, la potencia y la velocidad. Mientras que los nuevos agentes en formación utilizan las instalaciones para recibir RCP y habilidades para salvar vidas, las unidades más grandes, como los oficiales de HRT, reciben más de 450 horas de capacitación que incluyen buceo avanzado, buceo nocturno, buceo de rescate y natación de rescate en las instalaciones. Los alumnos del FBI y la DEA también tienen clases centradas en el acondicionamiento físico, las habilidades básicas de supervivencia en el agua y el trabajo en equipo. 